# Sybistroma dorsalis
Sybistroma dorsalis är en tvåvingeart som först beskrevs av Yang 1996.  Sybistroma dorsalis ingår i släktet Sybistroma och familjen styltflugor. Inga underarter finns listade i Catalogue of Life.